# Jovan Đukić
Jovan Đukić (ur. 20 stycznia 1974) – czarnogórski lekkoatleta specjalizujący się w rzucie oszczepem, który dawniej startował w barwach Jugosławii oraz Serbii i Czarnogóry.
W 2002 roku zdobył brązowy medal podczas mistrzostw krajów bałkańskich. Reprezentant Jugosławii oraz Czarnogóry w pucharze Europy. Wielokrotny złoty medalista mistrzostw Jugosławii a także Serbii i Czarnogóry.
Rekord życiowy: 71,95 (21 września 2002, Sokolac).

## Osiągnięcia
| Rok  | Zawody                 | Miejsce   | Pozycja    | Wynik |                     |
| ---- | ---------------------- | --------- | ---------- | ----- | ------------------- |
| 2002 | II liga pucharu Europy | Belgrad   | 4. miejsce | 67,88 |                     |
| 2002 | Mistrzostwa bałkańskie | Bukareszt | 3. miejsce | 70,03 |                     |
| 2003 | Igrzyska bałkańskie    | Teby      | 5. miejsce | 67,46 | Serbia i Czarnogóra |
| 2004 | Mistrzostwa bałkańskie | Stambuł   | 6. miejsce | 69,39 | Serbia i Czarnogóra |
| 2006 | Igrzyska bałkańskie    | Zenica    | 5. miejsce | 65,33 | Czarnogóra          |
| 2007 | II liga pucharu Europy | Zenica    | 4. miejsce | 65,95 | Czarnogóra          |
| 2007 | Mistrzostwa bałkańskie | Sofia     | 6. miejsce | 65,78 | Czarnogóra          |